# Вангаратта
Вангара́тта (англ. Wangaratta) — місто в Австралії, штат Вікторія. Розташоване за 230 км на північний схід від Мельбурна.
Місто розташоване у місці злиття річок Овенс і Кінг, які протікають північно-західними схилами Вікторіанських Альп.

## Історія
Корінними мешканцями цієї області були народи Пангеранг.
Першими європейськими дослідниками, які пройшли територією Вангаратти, були Гамільтон Г'юм та Вільям Говелл під час своєї експедиції у 1824 році, які назвали рівнини Окслі на південь від Вангаратти. Майор Томас Мітчелл під час своєї експедиції 1836 року зробив схвальний звіт про його потенціал як пасовище. Першим сквотером, який прибув, був Томас Ретрей у 1838 році, який побудував хатину, заснувавши поселення, відоме як «Овенс Кроссінг».
Поштове відділення було відкрите 1 лютого 1843 року.
Назву Вангаратта місту дав колоніальний геодезист Томас Ведж у 1848 році на честь станції великої рогатої худоби «Вангаратта», назва якої, як вважають, походить від мови корінних народів і означає «місце гніздування бакланів» або «зустріч вод».
У лютому 1852 року неподалік від Бічворта було знайдено золото, і до кінця року більше 8000 старателів кинулися на родовища Овенс і Бічворт. Вангаратта стала головним центром обслуговування цих золотих родовищ. У результаті на початку 1855 року було завершено будівництво першого мосту через річку Овенс.
28 червня 1880 року в сусідньому маленькому містечку Гленровен, розташованому приблизно за 10 км, відбулася остання перестрілка, яка призвела до захоплення найвідомішого австралійського бушрейнджера Неда Келлі.
У 1884 році встановлено залізничне з'єднання з Сіднеєм.
Герцог Глостерський Генрі відвідав Вангаратту під час свого туру по Австралії в 1934 році.
Бруцька текстильна фабрика була заснована в 1946 році, на ній працювало понад тисячу робітників.
Вангаратта була проголошена містом 12 квітня 1959 року з населенням 12 000 осіб. У 1980 році було відкрито нові муніципальні установи, які стали штаб-квартирою округу Вангаратта після об'єднання муніципалітетів у 1995 році.

## Клімат
Середня температура найтеплішого місяця досягає 22 °C, клімат Вангаратта вважаться вологим субтропічним (Cfa за класифікацією кліматів Кеппена). Незважаючи на класифікацію, місто розташоване в перехідному регіоні, де також спостерігаються сухі вітри з північного заходу. Квітень — найсухіший місяць; липень — найвологіший. Зрідка випадає сніг, але стійкі снігопади у місті — рідкісне явище.
Влітку дощі йдуть у вигляді грози, а взимку — з холодними фронтами. Інколи на місто насуваються сильні хвилі спеки, які спричинені гарячим сухим повітрям із центральних пустель Австралії. Температура 40 °C і трохи вище буває в середньому 2–4 рази на рік; однак хвилі спеки часто змінюються холодними фронтами, які викликають значне зниження температури.

## Господарство
У сусідньому регіоні Мілава та Кінг-Веллі існує значна промисловість виробництва вина та вишуканої їжі. Інші відомі галузі промисловості в цьому районі включають Australian Textile Mills, раніше Bruck Textiles, Wilson Fabrics.
Раніше багатонаціональна компанія IBM виробляла комп'ютери в Вангаратті.

## Населення
Згідно з переписом населення 2021 року, у місті проживало 19 882 особи, 47,3 % чоловіків та 52,7 % жінок.
- Аборигени та жителі островів Торресової протоки становили 2,2 % населення.
- 84,3 % людей народилися в Австралії. Наступними за поширеністю країнами народження були Англія 1,7 %, Італія 1,1 %, Філіппіни 0,8 %, Індія 0,7 % та Нова Зеландія 0,6 %.
- 89,0 % людей розмовляли вдома лише англійською. Інші мови, якими розмовляють вдома, включають італійську (1,4 %).
- Найпоширенішими відповідями щодо релігії були «Без релігії» 41,7 %, католики 23,6 % та англіканство 12 %.

## Відомі мешканці та колишні жителі
- Белінда Гокінг — австралійська плавчиня, учасниця Олімпійських Ігор 2008, 2012 років.
- Джордж Тернер — австралійський письменник, критик.
- Дін Вудс — австралійський велогонщик, чемпіон Літніх Олімпійських ігор 1984 року у велоспорті.
- Нік Кейв — австралійський рок-музикант, поет, письменник, сценарист. Лідер гуртів Grinderman, Nick Cave and the Bad Seeds, The Birthday Party, Boys Next Door.
- Ребекка Аллен[en] — австралійська баскетболістка.

## Галерея

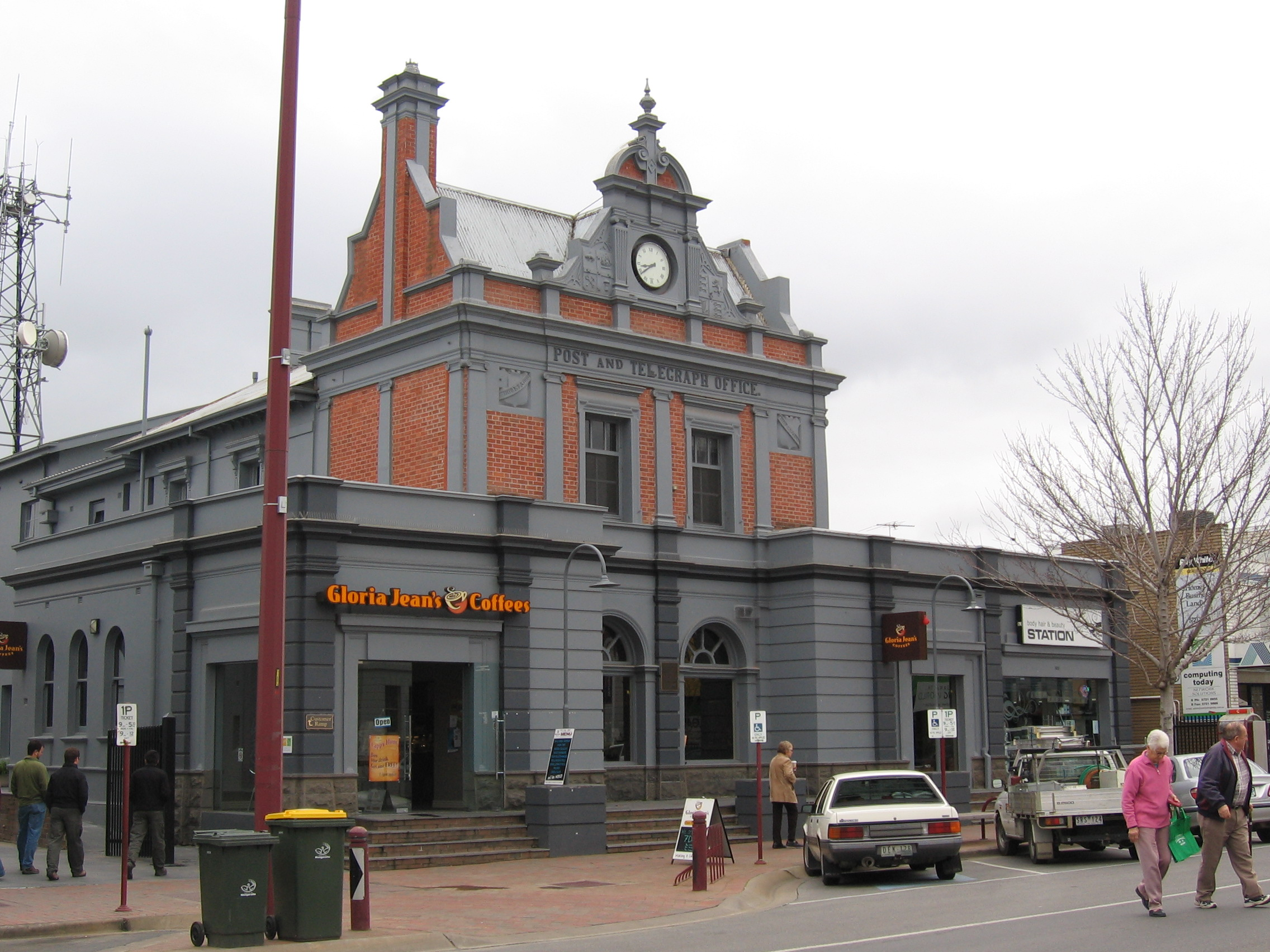
Стара місцева пошта
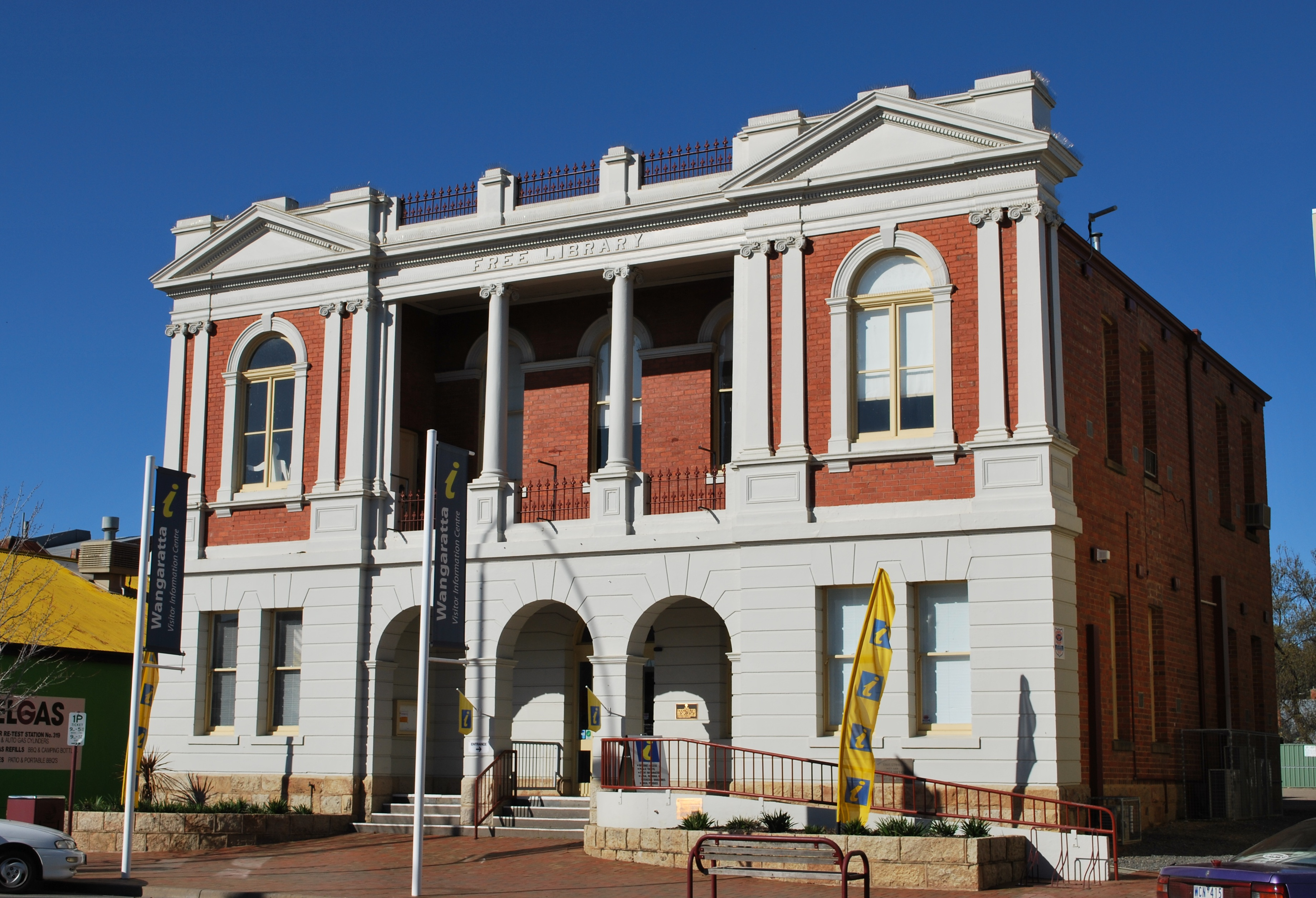
Місцева бібліотека
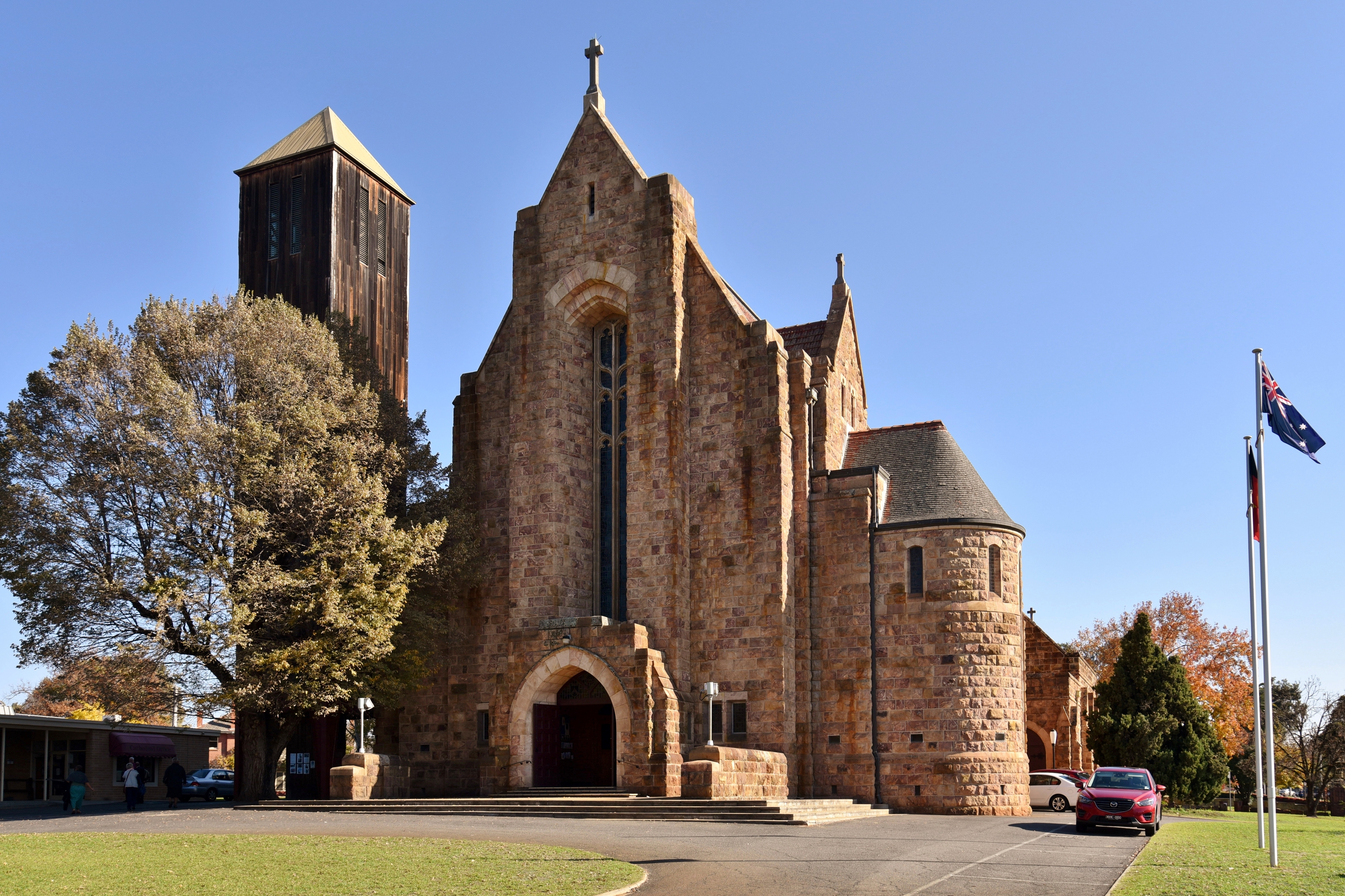
Англіканський собор Святої Трійці
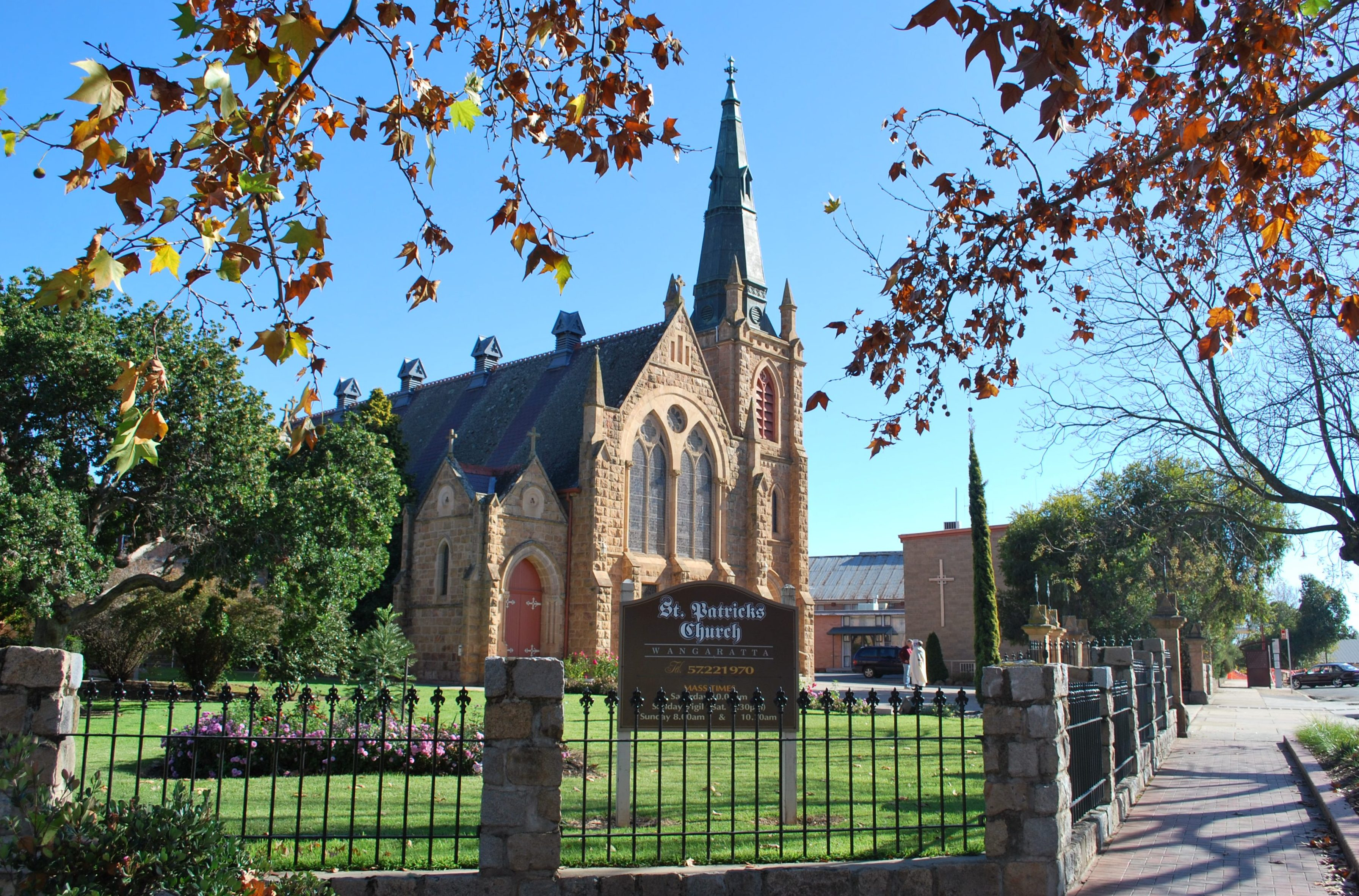
Римо-католицька церква Вангаратта
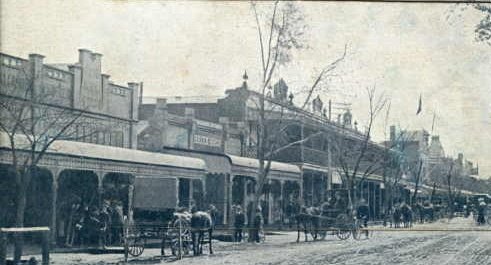
Вулиця Мерфі у 1908 році